# Lignières (Aube)
Lignières település Franciaországban, Aube megyében. Lakosainak száma 222 fő (2022. január 1.). Lignières Bernon, Chessy-les-Prés, Coussegrey, Marolles-sous-Lignières, Cheney, Molosmes és Tronchoy községekkel határos.

## Népesség
A település népessége az elmúlt években az alábbi módon változott:
| Lakosok száma | 307  | 259  | 230  | 227  | 241  | 225  | 212  | 209  | 219  | 222  |
|               | 1968 | 1982 | 1990 | 2006 | 2013 | 2015 | 2017 | 2019 | 2020 | 2022 |